# سینیشا میهایلوویچ
سینیشا میهایلوویچ (سیریلیک صربی: Синиша Михајловић؛ ۲۰ فوریهٔ ۱۹۶۹ – ۱۶ دسامبر ۲۰۲۲) بازیکن و سرمربی فوتبال اهل صربستان بود.
میهایلوویچ با به ثمر رساندن بیش از ۵۰ گل از روی ضربات ایستگاهی، به عنوان یکی از برترین کاشته زنان تاریخ فوتبال شمرده می‌شود و رکورد دار بهترین کاشته زن از نظر تعداد در یک بازی، با گل کردن ۳ ضربه ایستگاهی با لباس لاتزیو در مقابل سمپدوریا، است.
همچنین او در جام جهانی ۱۹۹۸ که بازیکن تیم ملی فوتبال یوگسلاوی بود، توانست یک ضربه ایستگاهی را وارد دروازه نیما نکیسا دروازه‌بان تیم ملی فوتبال ایران کند و این مسابقه با نتیجه ۱ بر صفر به نفع تیم ملی فوتبال یوگسلاوی به پایان رسید.

## زندگی‌نامه
او متولد ۲۰ فوریه ۱۹۶۹ در صربستان (یوگسلاوی سابق) است و در تیمهای ستاره سرخ بلگراد و رم، سمپدوریا و همچنین لاتزیو و اینتر میلان به عنوان بازیکن حضور داشته‌است.
او بین سال‌های ۲۰۰۶–۲۰۰۸ در اینتر میلان به عنوان دستیار روبرتو مانچینی وارد عرصه مربیگری شد.
میهایلوویچ در سال ۲۰۰۸ به عنوان سرمربی بولونیا انتخاب شد و سپس در فصل ۲۰۰۹–۲۰۱۰ هدایت کاتانیا را برعهده گرفت. او در تابستان سال ۲۰۱۰ هدایت فیورنتینا را بر عهده گرفت. سپس سال ۲۰۱۵ سرمربی میلان و جانشین فیلیپو اینزاگی شد. میهایلوویچ در کمتر از یک فصل مربیگری‌اش در میلان، ۳۲ بار روسونری را در سری آ هدایت کرد که حاصل آن ۱۳ پیروزی، ۱۰ تساوی و ۹ شکست بود. او همچنین توانست میلان را به فینال جام حذفی ایتالیا برساند. او در سال ۲۰۱۶ از این سمت برکنار شد.
وی در ۲۰ مه ۲۰۱۶ به عنوان سرمربی تورینو برگزیده شد.
او در ۱۶ دسامبر ۲۰۲۲ پس از یک دوره طولانی مبارزه با بیماری سرطان خون درگذشت.